# فیلیپین ایرلاینز

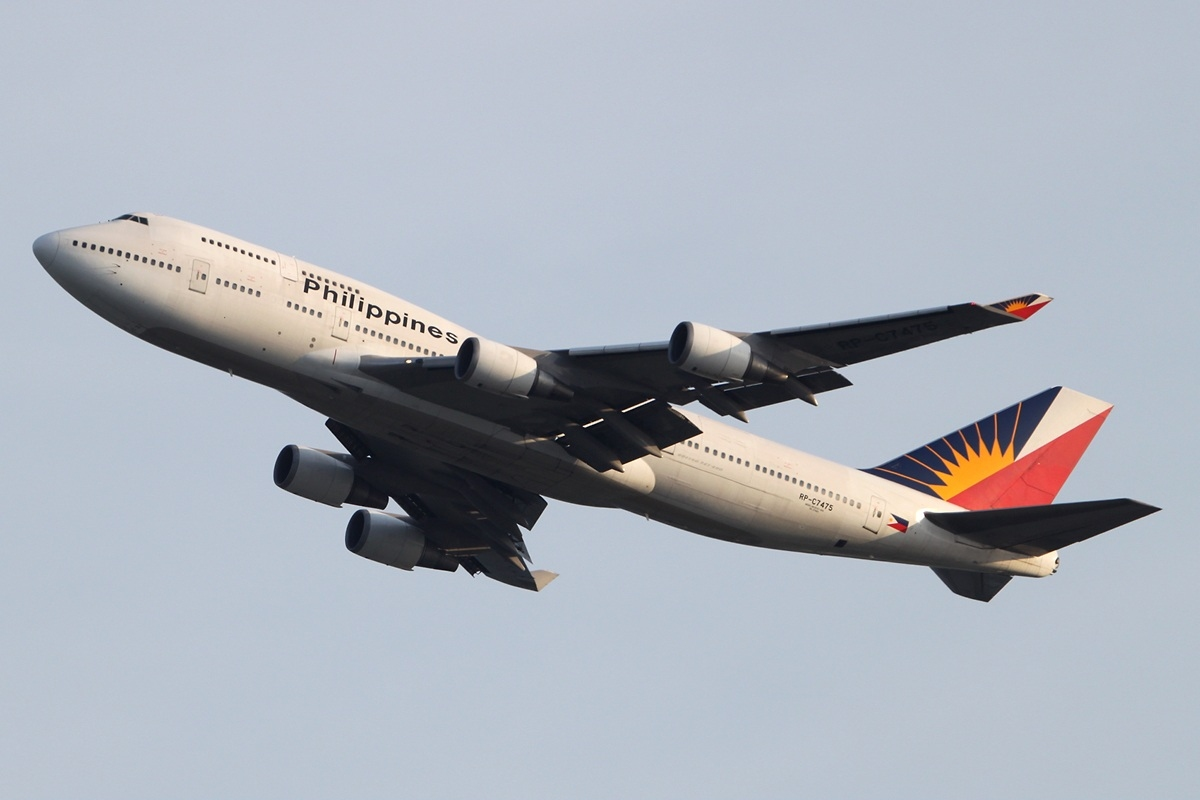
هواپیمای بوئینگ ۷۴۷ متعلق به هواپیمایی فیلیپین

هواپیمایی فیلیپین (به انگلیسی: Philippine Airlines) شرکت هواپیمایی حامل پرچم فیلیپین است، که در سال ۱۹۴۱ به‌عنوان نخستین شرکت هواپیمایی ثبت شده در آسیا، فعالیت خود را آغاز نمود.
شرکت هواپیمایی فیلیپین در حال حاضر روزانه به ۴۰ مقصد در آسیای شرقی، خاورمیانه، آسیای جنوب شرقی، اقیانوسیه، اروپا و آمریکای شمالی پروازهای مستقیم دارد.
دفتر مرکزی این شرکت در شهر پاسای سیتی، فیلیپین قرار دارد و فرودگاه بین‌المللی نینوی آکوئینو و فرودگاه بین‌المللی مکتان-کبو، قطب‌های این شرکت هواپیمایی به‌شمار می‌آیند. شرکت هواپیمایی فیلیپین در حال حاضر در ناوگان هوایی خود، دارای ۸۱ فروند هواپیمای جت مسافربری می‌باشد.